# Froland (gemeente)
Froland is een dorp en gemeente in de Noorse fylke Agder. De gemeente telde 5446 inwoners in oktober 2013. De huidige gemeente ontstond in 1967 door een fusie van de oude gemeente Froland met de voormalige gemeente Mykland. Het gemeentehuis staat in het dorp Blakstad.

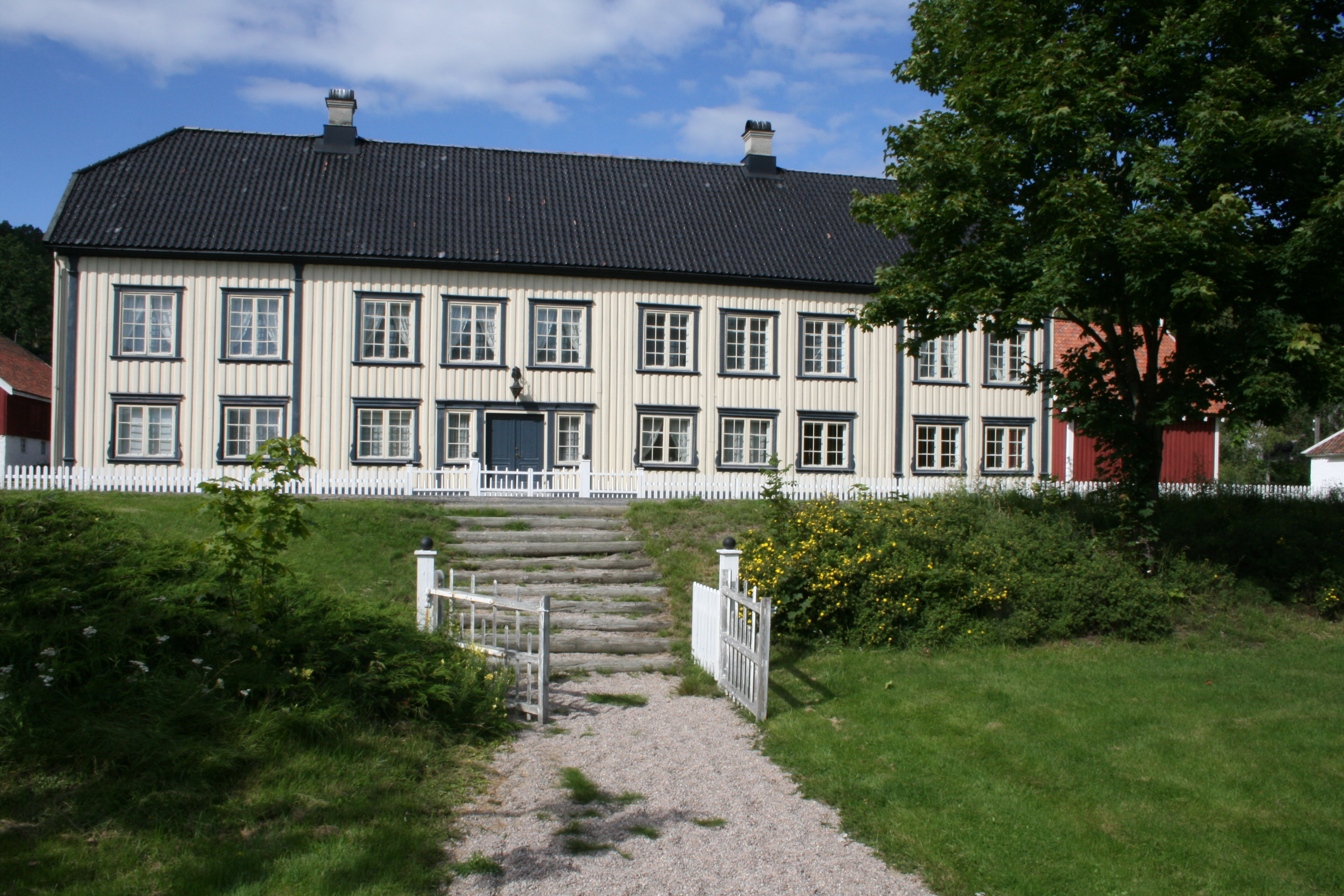
Froland verk

Een van de meest opvallende industriële monumenten in de gemeente is Froland verk, een ijzerfabriek uit de 18e eeuw. Het historische gebouw is mede bekend in Noorwegen omdat de wiskundige Niels Henrik Abel er overleed in 1829.
Arendal · Birkenes · Bygland · Bykle · Evje og Hornnes · Farsund · Flekkefjord  · Froland · Gjerstad · Grimstad · Hægebostad · Iveland · Kristiansand · Kvinesdal · Lillesand · Lindesnes · Lyngdal · Risør · Sirdal · Tvedestrand · Valle · Vegårshei · Vennesla · Åmli · Åseral 

Fylker van Noorwegen